# Gambino

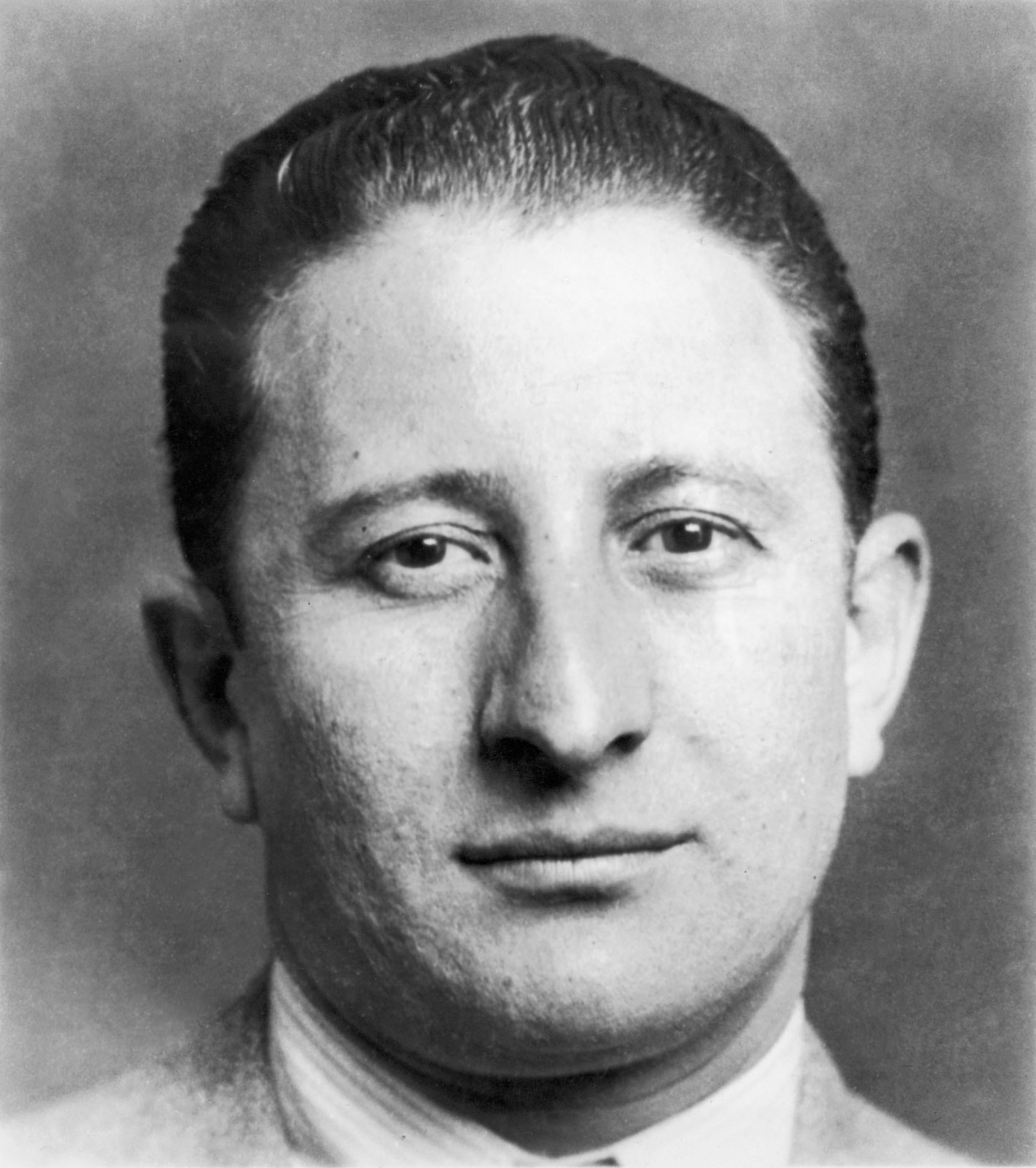
Carlo Gambino

De familie Gambino is een van de Five Families, New Yorkse maffiafamilies die de georganiseerde misdaad beheersen. De familie is ontstaan tijdens de drooglegging van de VS en houdt zich bezig met illegaal gokken, prostitutie, loansharking, racketeering, afpersing, het dumpen van giftig afval, diefstal op grote schaal, ontvoeringen en heling.

## Oorsprong
De geschiedenis van de familie Gambino begint in het Italiaanse immigrantenmilieu van New York aan het begin van de twintigste eeuw met de Brooklyn Camorra, een bende van Napolitaanse immigranten onder leiding van Pellegrino Morano. Na diens arrestatie in 1916 nam Salvatore d'Aquila de leiding over. D'Aquila nam het op tegen de bende van Joe "the Boss" Masseria en werd in 1928, op het hoogtepunt van de Prohibition, het alcoholverbod, vermoord. Zijn opvolgers Alfred Mineo en Steve Ferrigno werden tijdens de Castellammarese Oorlog op 5 november 1930 vermoord door Joe Profaci, Nick Capuzzi, Joe Valachi en een ongeïdentificeerde hitman die alleen bekend is als Buster. De moord werd georganiseerd door Lucky Luciano, die daarop de New Yorkse maffia reorganiseerde en de basis legde voor de Five Families.

## Na de Castellamarese Oorlog
Na de Castellamarese Oorlog heeft Frank Scalise korte tijd de leiding. Hij werd in 1931 opgevolgd door Vincent Mangano, die gezien wordt als de eerste capo van wat later de familie Gambino zou worden. Hij was een ouderwetse Mafia Don van het type dat zo gehaat werd door de nieuwe generatie onder leiding van Lucky Luciano. Hij werd echter getolereerd vanwege zijn nauwe banden met Emil Camarda, de vicevoorzitter van de sjouwersvakbond. Mangano leidde de bende tot zijn verdwijning in 1951, naar men aanneemt door toedoen van Albert Anastasia, zijn luitenant en lid van het beruchte syndicaat Murder Inc..

## Leiders
- 1907-1916 – Pellegrino Morano
- 1916-1928 – Salvatore D'Aquila
- 1928-1930 – Al Mineo
- 1930-1931 – Francesco Scalise
- 1931-1951 – Vincent Mangano
- 1951-1957 – Albert Anastasia
- 1957-1976 – Carlo Gambino
- 1976-1986 – Paul Castellano
- 1986-1992 – John Gotti
- 1992-1996 – Junior Gotti
- 1996-1997 – Nicholas Corozzo
- 1997-1999 – Junior Gotti
- 1999-2003 – Peter Gotti
- 2003-2005 – Arnold Squitieri
- 2005-heden – John D'Amico